# Titanhelm

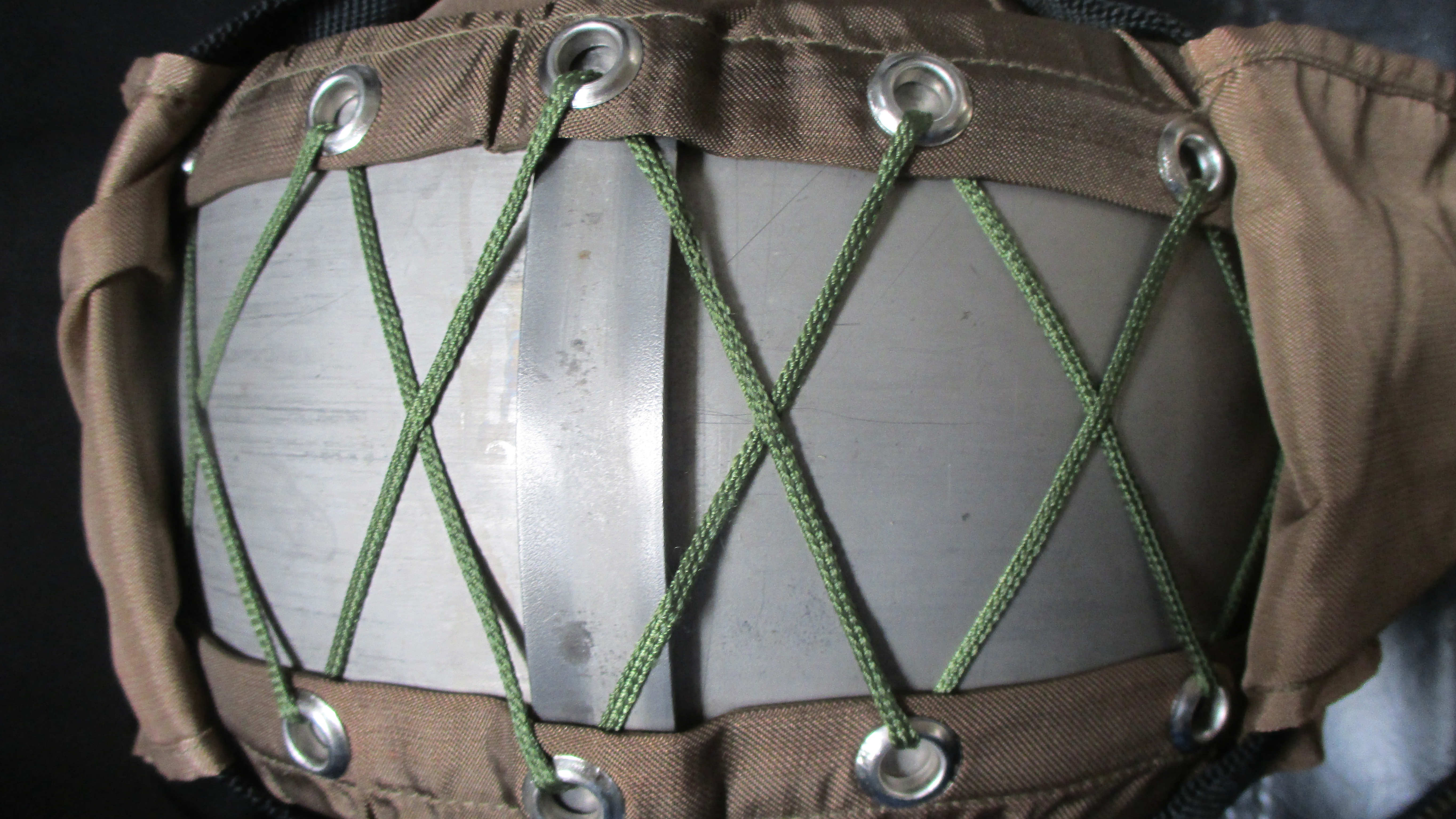
Titanhelm Сфера (Sfera) – Spezialtruppen Militär, Russland 1993 - GOST Schutzklasse 2 (Государственный Стандарт) - (ГОСТ)

Ein Titanhelm ist eine aus Titan oder Titan-Aramid (Hybrid) bestehende Kopfschutzbedeckung für Militär oder Polizei, die primären Schutz vor Projektilen im direkten nahen Beschuss sowie ferner vor Minensplittern bieten soll.
Titanhelme gehören zurzeit (Stand 2024) zu den wirkungsvollsten Kopf-Schutzausrüstungen. Auf Grund des hohen Preises – (wegen des aufwendigen Herstellungsprozesses ist Titan sechsmal so teuer wie hochwertiger Stahl) (Stand 2021) – finden sie oft nur Einsatz in Spezialeinheiten der Polizei oder des Militärs.

## Schutzwirkung
Schwere Verletzungsursachen von Soldaten sind oft thermomechanische Kombinationsverletzungen, die durch Minen-Explosionen mit Minensplittereinwirkung oder durch direkten (Fahrzeug)-Beschuss mit folgendem schweren Schusstraumata ausgelöst werden. Die hohe Beschussfestigkeit, besonders im Randbereich des Helms, liegt in der Kombination der geringen Materialverformung des Metalls mit der Formgebung des Helms. Eine große Materialverformung durch die kinetische Energie des Geschosses bewirkt einen Trauma-Effekt, der tödlich sein kann, auch wenn das Geschoss den Schutzhelm nicht durchschlägt. „In Deutschland wurde ein maximaler Trauma-Wert von 20 Millimeter festgelegt“. Eine größere Materialverformung nach innen schädigt das Gehirn oft nachhaltig, sodass der Tod zeitversetzt folgt. Titanhelme können die technische Richtlinie erfüllen und den Restenergiewert von maximal 10 Joule unterschreiten. Der maximal zulässige Richtwert bei Aramid-Schutzhelmen beträgt 25 Joule. Lebensbedrohliche Werte liegen bei einem Geschosskaliber (9×19, 420 m/s) ungefähr bei 60 bis 120 Joule. Kopfverletzungen durch diese hohe Energieeinwirkung beim Helmträger haben fast immer tödliche Folgen.
Diese Titanhelme der Polizei und des SEK haben die höchste erreichte Beschussfestigkeit gegen Munitionstypen/Kaliber in den Prüfstufen VPAM 3 (9×19 DM 41 8,0 g) VM. Bei den Hybridvarianten des Titanhelmes ist es die Prüfstufe VPAM 4 (.44 Rem. Mag., FMJ 16,2 g und .357 Mag, KSVM 10,2 g). Eine Zertifizierung gemäß der Technischen Richtlinie (TR) „Gesamtsystem Ballistischer Schutzhelm“ erfolgte in 05/2010 vom Polizeitechnischen Instituts (PTI) der Deutschen Hochschule der Polizei (DHPol) in Münster. Der Titanhelm mit zusätzlichem Kopfschutzschild erreicht inzwischen (Stand 2019) als Kopfschutz die Schutzstufe VPAM-6. Ballistische Anforderungen (STANAG 2920) (Splitter 17 grain 1,1 g mit {\displaystyle {\vec {v}}} V50 > 650 m/s) und (9 mm Para Pist, {\displaystyle {\vec {v}}} V2,5 = 410 m/s ±10 m/s) werden erfüllt.

## Entwicklung und Unternehmen
Der sowjetische Geheimdienst KGB ließ schon ab 1984 Titanhelme bei militärischen Forschungseinrichtungen entwickeln, die nach dem Zerfall der Sowjetunion beim FSB und Spezialeinheiten des Militärs weiterverwendet und weiterentwickelt wurden.
Der heute führende Hersteller von Titanhelmen in Westeuropa ist Ulbrichts Witwe GmbH, ein mittelständisches Unternehmen in Österreich, das für Deutschlands Polizei Titanhelme im Auftrag Baden-Württembergs entwickelte. Im Jahr 2017 rüstete Ulbrichts Protection die österreichische Polizei mit 6450 Titanhelme aus.

## Beschaffung von Titanhelmen bei den Polizeien der deutschen Bundesländer
Bayerns Innenminister Joachim Herrmann stellte am 24. November 2015 in München das „Konzept zur Verstärkung der bayerischen Sicherheitsbehörden“ vor. Inhalt war auch die verbesserte Schutzausrüstung der bayerischen Polizei. „Polizisten sollen […] Titanhelme, die auch dem Beschuss aus automatischen Waffen wie Kalaschnikows standhalten [erhalten].“ Bayern hat noch keine Entscheidung über die flächendeckende Einführung von Titanhelmen getroffen. Die hessische Polizei wurde im Jahr 2016 mit 850 Titanhelmen des Herstellers Ulbrichts Protection ausgerüstet. Sie sind Bestandteil der neuen Anti-Terror-Ausrüstung in Hessen. Brandenburg erhöhte im Jahr 2017 die Anzahl der SEK-Beamten um 15 auf 60 Personen, die zu ihrem persönlichen Schutz mit Titanhelmen ausgerüstet wurden. Berlin rüstete 2018 seine Polizei unter anderem mit Titanhelmen aus.
„Weil Terroristen oft mit schweren Waffen schießen, empfiehlt eine Arbeitsgruppe der Innenminister von Bund und Ländern den Landespolizeien, ihre Beamten besser mit Titanhelmen zu schützen.“ Sachsen hat zurzeit (Stand 2021) enorme Geldmengen (131,7 Millionen Euro) für die Ausrüstung der Polizei bereitgestellt. Fünf Polizeidirektionen sowie Spezialeinheiten des SEK wurden mit Titanhelmen der Schutzklasse vier (VPAM 4) (Langwaffenbeschuss) ausgerüstet.
Fast 900 ballistische Titan-Schutzhelme des Herstellers Ulbrichts Protection GmbH, die als Neuanschaffung für die Berliner Polizei bestimmt waren, sind für den harten Einsatz bei der Polizei in der Praxis kaum brauchbar. Der Verschlussclip bei den Helmen vom Typ Hoplit F 1000 Titan funktioniert nicht zuverlässig. Nach Aussage vom zuständigen Innenstaatssekretär Torsten Akmann (SPD), in gegebener Parlamentarische Anfrage des CDU-Fraktionsvorsitzenden Burkard Dregger, hat die Polizei als Auftraggeber, den gegebenen im Einsatz der Schutzhelme dar- und festgestellten Mangel, beim Hersteller gemeldet. Herbert Reul hat sich als Innenminister von Nordrhein-Westfalen für die Einführung des Aramid-Titanhelm HOPLIT F 1100H mit VPAM-6-Kopfschutz der Firma Ulbrichts Witwe bei der Polizei entschieden.

## Lebensretter Titanhelm
Mit einem M16 Sturmgewehr (5,56 × 45 mm NATO) wurde im Jahr 2017 ein Tötungsdelikt an einem Türsteher einer Diskothek in Konstanz mit weiteren vier schwerverletzten Personen begangen. Nach Eintreffen der Polizei wurde diese sofort beschossen. Ein Geschoss traf den Titanhelm eines Polizisten, der verletzt wurde. Der Täter wurde von der Polizei erschossen.

## Bundeswehr
Der Einsatz von Titanhelmen bei der Bundeswehr wurde aufgrund der hohen Produktionskosten als unwirtschaftlich verworfen. Die Bundeswehr führte 2013 für Spezialeinheiten den Ops-Core-Helm „Fast“ ein, der kein Titanhelm ist. Auch im Jahr 2020 entschied sich die Bundeswehr gegen die Einführung eines Titanhelmes. Ein neuer Gefechtshelm – genannt „Zwischenlösung“ – ist in der Bundeswehr „unterwegs zur Truppe“. Nach der Testerprobung wurde eine Entscheidung zur Anschaffung der Schutzhelme im Herbst 2020 getroffen. Erste 1000 Helme des kanadischen Herstellers Galvion sind bei der Bundeswehr zum Praxistest eingetroffen. Diese Helme sind auch für Soldaten in Spezialoperationen (EGB-Kräfte) vorgesehen. Ferner Einsatz bei der NATO-Speerspitze VJTF 2023 ist beabsichtigt.

## Beschaffung von Titanhelmen bei der Polizei in Europa
Mehrere Kantone in der Schweiz erweitern die persönliche Schutzausrüstung der Streifenbeamten seit Jahren um ballistische Titanhelme. Staaten wie Finnland, Österreich, Tschechien, Frankreich und viele weitere europäische Länder erwägen dies in der Zukunft ebenfalls.